# ادبیات انگلیسی باستان
ادبیات انگلیسی باستان (که گاهی به آن ادبیات آنگلوساکسونی گفته می‌شود) شامل ادبیاتی است که به زبان انگلیسی باستان در انگلستان تحت قلمروی آنگلوساکسون‌ها از سدهٔ ۷ میلادی تا چند دهه پس از غلبهٔ نورمن‌ها در ۱۰۶۶ نگاشته شده‌است. بنابر نظر سینت بید «سرود کدمون» که در سدهٔ ۷ سروده شده قدیمی‌ترین نمونهٔ به جا مانده از این ادبیات است. «گور» یکی از آخرین اشعار سروده‌شده به این زبان است و می‌توان در آن مایه‌های گذار از انگلیسی باستان به انگلیسی میانه را دید. به همین شکل، تاریخچهٔ پیتربورو نیز تا میانه‌های سدهٔ ۱۲ ادامه می‌یابد.
شعر بئوولف، که غالباً به عنوان منشور سنتی ادبیات انگلیسی شناخته می‌شود، مشهورترین اثرِ ادبیات انگلیسی باستان است. تاریخچهٔ آنگلوساکسون‌ها برای مطالعات تاریخی مهم است؛ زیرا ترتیب زمانی تاریخ زبان انگلیسی نخستین را در خود جای داده است.
آثار انگلیسی باستان شامل این موضوعات (به ترتیب نزولی) هستند: خطبه‌ها و تذکرهٔ قدیسان؛ ترجمه‌های کتاب مقدس؛ ترجمه‌هایی از آثار لاتین آبای نخستینِ کلیسا؛ تاریخچه‌های آنگلوساکسون‌ها و آثار داستانی تاریخی؛ قوانین، وصایا و دیگر آثار حقوقی؛ آثاری پیرامون قواعد زبان، طب، جغرافیا و شعر. در کل ۴۰۰ سند خطی از این دوره به دست آمده که ۱۸۹ عدد از آن‌ها «عمده» تلقی می‌شود.
آنگلوساکسون‌ها در کنار ادبیات انگلیسی باستان چند اثر آنگلولاتین هم دارند.